# Lewy-Körper-Demenz

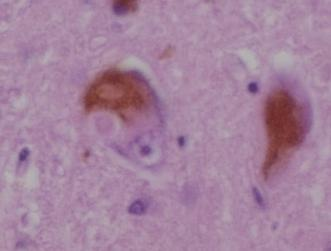
Lewy-Körperchen

Die Lewy-Körper-Demenz, Lewy-Körperchen-Demenz oder auch Lewy-Body-Demenz (LBD) ist nach dem Morbus Alzheimer die zweithäufigste neurodegenerative Demenz im Alter. Sie kann als eigenständige Erkrankung auftreten oder sekundär im Rahmen einer bereits bestehenden Parkinson-Krankheit. 

## Geschichte
Benannt ist die Erkrankung nach dem deutsch-amerikanischen Neurologen Friedrich H. Lewy (1885–1950). In seinem Buchkapitel über die „Paralysis agitans“ (heute Morbus Parkinson) beschrieb er erstmals die später nach ihm benannten Lewy-Körperchen. Während seiner Tätigkeit an der Berliner Charité fand er diese Veränderungen im Nucleus basalis Meynert und Nucleus dorsalis nervi vagi von Parkinson-Patienten.

## Einteilung
- diffuse Lewy-Körperchen-Erkrankung bzw. Demenz mit Lewy-Körperchen
- Morbus Parkinson mit begleitender Alzheimer-Pathologie
- Lewy-Körperchen-Variante des Morbus Alzheimer

Eine klare Differenzierung kann oft erst post mortem mit der histologischen Untersuchung der Veränderungen im Gehirn getroffen werden.
Die Einteilung in die Gruppe Demenz mit Vorliegen diffuser kortikaler Lewy-Körperchen erfolgte längere Zeit nach den Konsensus-Kriterien für eine Lewy-Body-Erkrankung (McKeith et al. 1996),  die besagen, dass mindestens zwei der folgenden drei Kriterien erfüllt sein müssen:
- fluktuierende kognitive Defizite (besonders Aufmerksamkeit)
- wiederholte detaillierte visuelle Halluzinationen
- extrapyramidalmotorische Störungen (unwillkürliche motorische Störungen)

## Pathogenese
Die Lewy-Körperchen, welche auch diese Erkrankung ausmachen, wurden zuerst bei der Parkinsonerkrankung entdeckt. Es handelt sich hierbei um eosinophile Einschlüsse im Zytoplasma von Nervenzellen (Neuronen) in der Großhirnrinde und im Hirnstamm. Diese Einschlüsse sind anomale Aggregate von Protein, die die Bildung des Neurotransmitters Dopamin verringern, wodurch es unter anderem zu den typischen Parkinson-Symptomen kommt.
Nach der α-Synuclein-Pathologie ist heute post mortem eine neuropathologische Einteilung in vier Stadien üblich.

## Klinik
Die Lewy-Body-Demenz zeichnet sich typischerweise durch starke Schwankungen der Symptomatik aus. Aufmerksamkeit, Konzentrationsvermögen, Wachheit (Vigilanz) und andere kognitive Leistungen können tagesformabhängig variieren. Die Gedächtnisleistungen sind zu Krankheitsbeginn meist gut erhalten. Die Erkrankung verläuft progredient.

### Kernsymptome
- Fluktuation der kognitiven Leistung (wie obenstehend)
- visuelle Halluzinationen (welche die Patienten oft detailliert wiedergeben können)
- parkinsonähnliche Symptomatik

### Häufige Symptome
- Störungen des REM-Schlafes, oftmals wird das motorische Ausagieren von Träumen beobachtet (fehlende motorische Inhibition)
- hohe Empfindlichkeit auf Neuroleptika, paradoxe Reaktionen (z. B. erhöhte Aggressivität)

### Weitere Symptome
- Synkopen und Stürze
- Depression und Wahn

und weitere klinische Befunde im EEG, MRT bzw. SPECT.

## Diagnose
Die klinische Diagnose wird anhand der aktuellen Konsensuskriterien nach McKeith et al. gestellt.
Kriterien zur klinischen Diagnose der Demenz mit Lewy-Körperchen (DLB; gekürzt nach McKeith et al.):
sind zwei der Kernmerkmale erfüllt, spricht man von einer wahrscheinlichen DLB, bei einem Kernmerkmal von einer möglichen DLB.
Obligates Merkmal:
Zunehmende kognitive Störungen, die mit Beeinträchtigungen im sozialen oder beruflichen Umfeld einhergehen.
Kernmerkmale:
Kognitive Fluktuationen, vor allem der Aufmerksamkeit, wiederkehrende, meist detailreiche visuelle Halluzinationen, motorische Parkinson-Symptome
Hinweisende Merkmale:
Stürze, Synkopen, vorübergehende Störungen des Bewusstseins, Halluzinationen in anderen Sinnesmodalitäten, Wahn, REM-Schlaf-Verhaltensstörungen, Neuroleptika-Sensitivität, mittels SPECT- oder PET-Bildgebung erfasste, verminderte Dopamin-Transporter-Aufnahme im Striatum (SPECT = Single photon emission computed tomography (Einzelphotonen-Emissions-Tomographie), PET = Positronen-Emissions-Tomographie, REM= Rapid eye movement).
Differentialdiagnose zum Morbus Alzheimer (AD):
Visuelle Halluzinationen haben eine hohe Spezifität zur Unterscheidung zwischen LBD und AD (99 %), die visuokonstruktiven Einschränkungen eine hohe Sensitivität (74 %). Auch kognitive Fluktuationen sprechen für LBD und gegen AD.

## Therapie
Medikamentöse Therapie ist immer nur symptomatisch. Da davon ausgegangen wird, dass bei dementiellen Erkrankungen pathophysiologisch ein Mangel an Acetylcholin besteht, wird therapeutisch dagegen angegangen, indem man das Enzym hemmt, das Acetylcholin abbaut. Diese Acetylcholinesterase-Hemmstoffe wie Rivastigmin,  Donepezil oder Galantamin, die in Deutschland allerdings nur für die Alzheimer-Demenz zugelassen sind, stellen eine mögliche Therapieform dar (Off-Label-Use). Die Therapie sollte im Allgemeinen früh begonnen werden, da sie den Verlauf nur bremsen, aber nicht rückgängig machen kann. Die Wirkungen ließen sich bisher nur in Studien und aufwändigen Testsystemen nachweisen. Für den Patienten und dessen Angehörigen sind diese Wirkungen nicht immer spürbar und haben nicht immer einen Einfluss auf deren Alltag.  Bei der Lewy-Körper-Demenz kann besonders in frühen Krankheitsstadien eine klinische Besserung beobachtet werden, insbesondere im Hinblick auf optische Halluzinationen.
Neuroleptika sind eher ungeeignet, da die Patienten meist verstärkt mit Nebenwirkungen darauf reagieren.  Patienten mit Lewy-Körper-Demenz können häufig mit schweren Nebenwirkungen darauf reagieren, darunter starke Sedierung, motorische Verschlechterungen oder sogar ein malignes neuroleptisches Syndrom.  Falls eine medikamentöse Behandlung psychotischer Symptome wie Halluzinationen oder Wahnvorstellungen erforderlich ist, können in niedriger Dosierung atypische Neuroleptika wie Quetiapin oder Clozapin eingesetzt werden. Ihre Wirksamkeit ist jedoch begrenzt, sodass ihr Einsatz nur mit äußerster Vorsicht erfolgen sollte.
Teilweise werden auch nicht-pharmakologische Interventionen bei Verhaltensstörungen von Demenzkranken favorisiert.  Dazu gehören kognitive und physische Aktivierung wie Gedächtnistraining oder Ergotherapie, ein strukturiertes Tagesprogramm sowie Anpassungen der Umgebung, beispielsweise durch gute Beleuchtung zur Reduktion von Halluzinationen. Auch die Unterstützung durch Angehörige und eine psychosoziale Betreuung sind essenziell für die Therapie. Insgesamt sind Acetylcholinesterase-Hemmer die Mittel der Wahl, während Neuroleptika nur in Ausnahmefällen eingesetzt werden sollten. Nicht-medikamentöse Maßnahmen sind für die Lebensqualität der Betroffenen von großer Bedeutung. 